# JS Estonia Tallinn
El JS Estonia Tallinn fue un equipo de fútbol de Estonia que alguna vez jugó en la Liga Soviética de Estonia, la máxima categoría de fútbol en el país.

## Historia
Fue fundado en noviembre de 1930 en la capital Tallinn y fue uno de los equipos fundadores de la Primera División de Estonia (segundo nivel) en 1931, logrando ascender a la máxima categoría un año después.
El club fue uno de los más importantes del fútbol en Estonia en la década de los años 1930, donde incluso estuvo dos temporadas consecutivas sin perder un solo juego, logrando en esa década 5 títulos de la máxima categoría, todos de manera consecutiva.
El equipo se mantuvo en la primera división hasta su desaparición en agosto de 1944.

## Palmarés
- Liga de Estonia: 5

1934, 1935, 1936, 1937/38, 1938/39